# Янтарний (Ростовська область)
Янтарний — селище в Аксайському районі Ростовської області Росія у складі Великолозького сільського поселення.
Населення — 1228 осіб (2010 рік).

## Географія
Селище Янтарний розташоване у північно-східній межі Ростова-на-Дону за 2-3 км на північ від ростовської місцевості II Орджонікідзе.
Вулиці селища:
| - Абрикосовий пров. - Арбузний провулок - Березова - Возрождєнія - Гвоздикова - Геранева - Жасминова - Земляничний провулок - Вербовий провулок - Каштанова - Клубнична - Ландишева - Місячний провулок | - Мале зелене кільце - Миру - Народна - Незабудковий провулок - Обліпиховий провулок - Огірковий провулок - Одуванчиковий провулок - Персиковий провулок - Рожева - Ромашковий провулок - Ростовська - Горобинова - Сиренєва | - Сливовий провулок - Смородиновий провулок - Соснова - Прикордонна - Трав'яний провулок - Тюльпановий провулок - Укроповий провулок - Фіалковий провулок - Чебріцовий провулок - Черешневий - Яблунева - Бурштинова |

## Історія
Селище Янтарне почало забудовуватися 1991 року. За оцінкою на 2017 рік тут мешкає понад 4 тисячі осіб.
На початковому етапі, у 1990-ті роки, тут зводилося елітне приватне житло (котеджі). Тут звели свої садиби минулий й діючий (2017 рік) губернатори Ростовської області, міністри й підприємці, що працюють на півдні Росії.
У 21 сторіччі тут звели середню школу, дитячій садок, медичний пункт, 2 магазини. На під'їзді до селища від автодороги М4 розташовано ринок «Алмаз» й великий торговий центр «Мега». У селище з головного автовокзалу Ростова курсує маршрутне таксі № 28.

## Пам'ятки
- Церква Феодорівської ікони Божої Матері.[5]